# Nesles-la-Vallée
Nesles-la-Vallée è un comune francese di 1 861 abitanti situato nel dipartimento della Val-d'Oise nella regione dell'Île-de-France.

## Società

### Evoluzione demografica
Abitanti censiti